# Scutellaria chodshakasiani
Scutellaria chodshakasiani là một loài thực vật có hoa trong họ Hoa môi. Loài này được Kamelin ex Kochk. miêu tả khoa học đầu tiên năm 1986.